# Dobrá Niva
Dobrá Niva (allemand : Döbring, hongrois : Dobronya) est un village de Slovaquie situé dans la région de Banská Bystrica.

## Histoire
La première mention écrite du village date de 1254.

## Démographie

### Évolution de la population
| Année:               | 1994. | 2004.   | 2014.   | 2024.   |
| -------------------- | ----- | ------- | ------- | ------- |
| Nombre de personnes: | 1755  | 1796    | 1860    | 1822    |
| Différence:          |       | +2,33 % | +3,56 % | -2,04 % |

| Année:               | 2023. | 2024.   |
| -------------------- | ----- | ------- |
| Nombre de personnes: | 1852  | 1822    |
| Différence:          |       | -1,61 % |